# Отричане
Отричането е отстояване, че дадено изявление или твърдение е невярно. При отричането човек не обръща внимание на предизвикващите страх аспекти на ситуацията и променя интерпретацията на ситуацията така, че я разглежда като по-малко заплашителна. Отричането се различава от потискането по това, че човек селективно обръща внимание и интерпретира наново, а не изличава преживяването от съзнанието си. Тъй като интерпретирането наново играе основна и уникална роля при отричането, някои изследователи използват термините предефиниране и преоценка като „етикети“ за тази защитна стратегия. Лабораторните изследвания представят доста консистентни доказателства, че хората спонтанно използват тази защита и че тя е ефективна за редуциране както на субективната, така и на физиологичната възбуда пред лицето на заплахата. Пример за отричане може да послужи следното, макар и като краен пример, когато на човек му се случи нещо много лошо и неочаквано (например смърт на близък роднина, съпруг или съпруга и така нататък), той отначало може да си каже: „Това не е възможно!“, „Не може да се е случило“ (макар в случая отричането да успява само временно да отложи стреса, но достатъчно, за да не предизвика внезапен пълен срив в личността, което все пак е възможно).